# Nils-Eric Johansson
Nils-Eric Claes Johansson (Estocolmo, Suecia, 13 de enero de 1980) es un exfutbolista sueco. Jugaba de defensa y culminó su carrera en AIK Estocolmo de la Allsvenskan de Suecia. 

## Carrera juvenil
Johansson inició su carrera como juvenil a los 14 años en el IFK Viksjö de Suecia, donde permaneció solo un año, pasando en 1995 al IF Brommapojkarna, donde realizó una buena campaña, lo que llamó la atención del AIK Estocolmo, donde pasó en 1997.
Luego de realizar buenas actuaciones con el cuadro de Estocolmo, llamó la atención del Bayern de Múnich, club al cual llegó a la edad de 18 años.

## Clubes
Comenzó su etapa profesional en el Bayern de Múnich, llegando al segundo equipo del conjunto alemán, jugando un total de 53 partidos en dos temporadas, partiendo posteriormente al 1. F. C. Núremberg, donde fue parte fundamental del ascenso a la 1. Bundesliga en la temporada 2000-01, disputando un total de 32 partidos, anotando dos goles.
Culminó su etapa en Alemania, pasando al Blackburn Rovers de la Premier League de Inglaterra en octubre de 2001, por un total de 2 700 000 £, en un contrato firmado por cuatro años.
Johansson debutó en la derrota por 4 a 1 contra el Liverpool FC y posteriormente se convirtió en un jugador inamovible. Con el cuadro británico, logró ganar la Copa de la Liga de Inglaterra, derrotando en la final al Tottenham Hotspur por 2 a 1.
En 2005, "Nisse", pasó como jugador libre al Leicester City, donde disputó en dos temporadas un total de 75 partidos, anotando un solo gol en la Football League Championship.
En el año 2007, Johansson firmó con el AIK Estocolmo, convirtiéndose en referente del equipo, jugando un total de 369 partidos, anotando 21 goles. Con el elenco de Estocolmo, Johansson ganó 3 títulos, la Allsvenskan de 2009, la Svenska Cupen de 2009 y la Supercupen de 2010.
Finalmente, en el mes de febrero de 2018, Johansson se vio en la obligación de retirarse, luego que médicos del club, en conjunto con especialistas suecos y extranjeros, detectaran una afección cardíaca congénita.
| Club                   | País       | Año       |
| ---------------------- | ---------- | --------- |
| Bayern de Múnich II    | Alemania   | 1998-1999 |
| Bayern de Múnich       | Alemania   | 1999-2000 |
| F. C. Núremberg        | Alemania   | 2000-2001 |
| Blackburn Rovers F. C. | Inglaterra | 2001-2005 |
| Leicester City F. C.   | Inglaterra | 2005-2007 |
| AIK Estocolmo          | Suecia     | 2007-2018 |

## Palmarés

### Títulos nacionales
| Título                        | Club                   | País       | Año  |
| ----------------------------- | ---------------------- | ---------- | ---- |
| Copa de Alemania              | Bayern de Múnich       | Alemania   | 2000 |
| 1. Bundesliga                 | Bayern de Múnich       | Alemania   | 2000 |
| Copa de la Liga de Inglaterra | Blackburn Rovers F. C. | Inglaterra | 2002 |
| Allsvenskan                   | AIK Estocolmo          | Suecia     | 2009 |
| Copa de Suecia                | AIK Estocolmo          | Suecia     | 2009 |
| Supercopa de Suecia           | AIK Estocolmo          | Suecia     | 2010 |